# Тойсинское сельское поселение
Тойсинское се́льское поселе́ние — муниципальное образование в Батыревском районе Чувашской Республики Российской Федерации. Тойсинское сельское поселение расположено в 15 километрах на восток от районного центра — села Батырево.
Административный центр — село Тойси.

## Состав сельского поселения
В состав Тойсинского сельского поселения входит восемь населённых пунктов:
| № | Населённый пункт | Тип населённого пункта       | Население |
| - | ---------------- | ---------------------------- | --------- |
| 1 | Булаково         | деревня                      | 233       |
| 2 | Козловка         | деревня                      | 153       |
| 3 | Малые Шихирданы  | деревня                      | 90        |
| 4 | Новое Бахтиарово | деревня                      | 517       |
| 5 | Старое Ахпердино | деревня                      | 757       |
| 6 | Старые Тойси     | деревня                      | 822       |
| 7 | Татарские Тимяши | деревня                      | 126       |
| 8 | Тойси            | село, административный центр | 928       |

## География

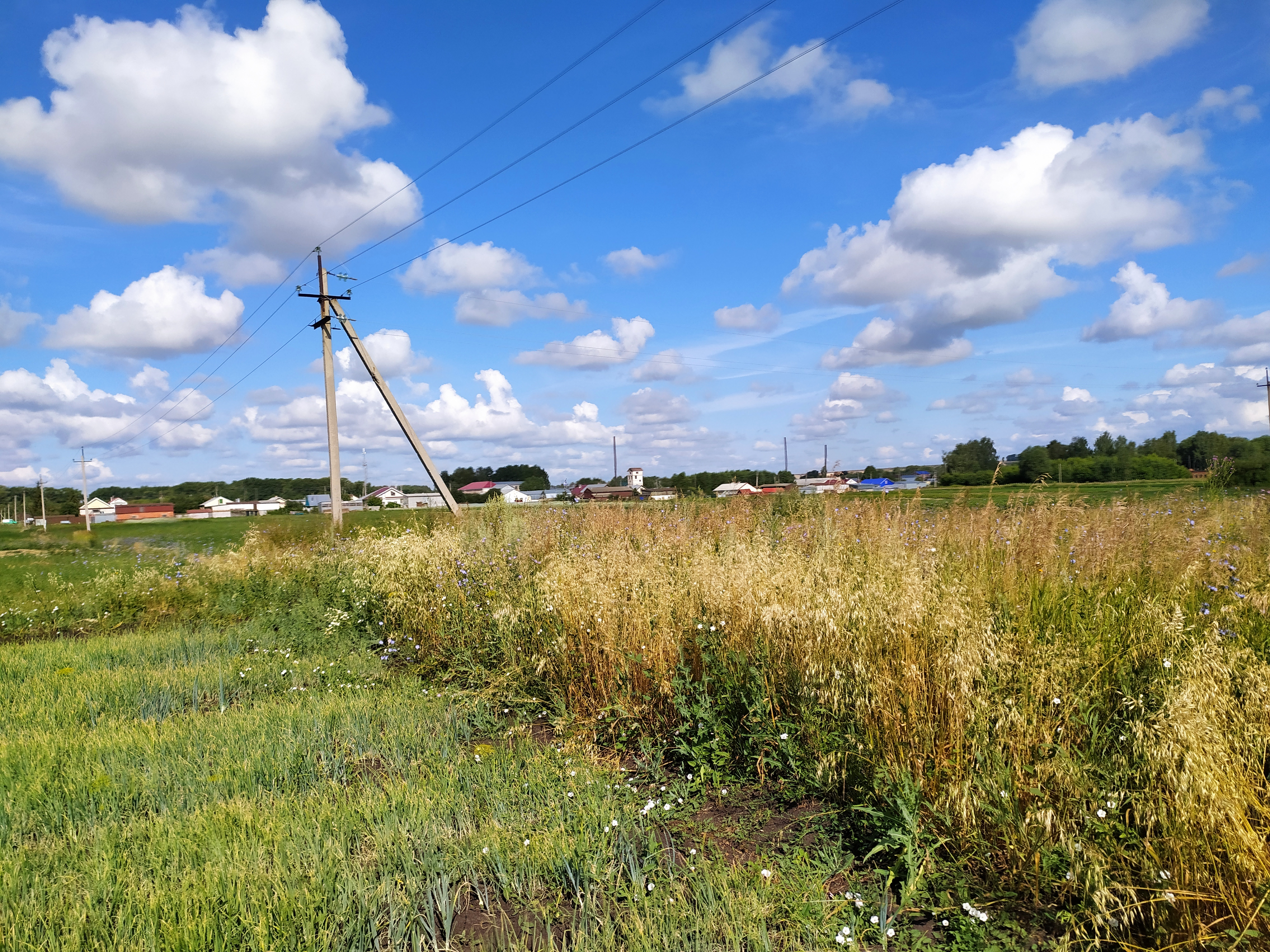
Характерный пейзаж Тойсинского сельского поселения

Северная граница сельского поселения с запада проходит по существующей северной границе Батыревского района вдоль земельных участков сельскохозяйственных производственных кооперативов «Родник» и «Чулпан».
Восточная граница сельского поселения с севера проходит по существующей восточной границе Батыревского района от земель сельскохозяйственного производственного кооператива «Чулпан», огибая д. Старые Тойси, пересекая асфальтированную дорогу Старые Тойси — Кошки-Куликеево, далее на юг по земельным участкам сельскохозяйственного производственного кооператива «Звезда».
Южная граница сельского поселения с востока проходит по существующей с Кзыл-Чишминским, Алманчиковским, Татарско-Сугутским сельскими поселениями границе по земельным участкам: сельскохозяйственного производственного кооператива «Звезда» по смежеству с землями сельскохозяйственного производственного кооператива «Чишма», пересекая ручей, далее на запад сельскохозяйственный производственный кооператив «Тойси» по смежству с землями открытого акционерного общества агрофирмы им. Ленина, пересекая дорогу Тойси — Алманчиково, далее по земельным участкам сельскохозяйственного производственного кооператива «Урожай», пересекая р. Тимерлю и дорогу Старое Ахпердино — Татарские Сугуты по смежению с землями колхоза «Алга».
Западная граница сельского поселения с юга проходит по существующей с Батыревским сельским поселением границе от земельных участков сельскохозяйственного производственного кооператива «Урожай», далее на север вдоль очистных сооружений по дороге в д. Булаково пересекая её, поворачивая на восток по р. Буле с выходом к северной точке д. Старое Ахпердино, поворачивая на север, пересекая дорогу Новое Ахпердино — Новое Бахтиарово, следуя до скотомогильника, поворачивая на восток и пересекая овраг, поворачивая на север по землям сельскохозяйственного производственного кооператива «Родник».

## История
Принятие христианства тойсинцев
 В начале июня 1742 года и в деревню Верхние Тойси приехали чиновник, поп с солдатами. Они собрали всех жителей деревни на лугу у реки Була. Долго толковали они через переводчика тойсинцам о пользе и выгоде принятия христианства и пригрозили всем, кто не будет креститься, выселить из деревни, забрать в солдаты. Тойсинцы хорошо знали, что чиновники доводили свои угрозы до дела, поэтому не стали сопротивляться и в надежде получить одежду, обувь и деньги все вошли в реку Була, благо, дело было летом: вода тёплая, как раз в пору купаться…
Священник прочитал над стоящими по пояс в воде людьми молитву, положенную при крещении, и новокрещённым приказал по одному выходить из воды и подходить к попу. Он спрашивал каждого, как зовут его (её), отца, каждому давал новое христианское имя, надевал ему на шею медный крестик. Чиновник записывал имя и фамилию крестившегося, его новое имя и фамилию, возраст в списке принявших христианство и разрешал идти домой. Подобным же образом в июньские дни были крещены и староахпердинские, и новобахтиаровские, и янтиковские, и кошкикуликеевские язычники.
Тойсинский народный краеведческий музей
Члены комиссии в составе председателя ордена Ленина колхоза «Гвардеец» Батыревского района ЧАССР Мулюкова Г. Ф., секретаря парткома Торговцева В. П., директора музея Челякова М. П. при присутствии представителя министерства культуры ЧАССР Башкировой Л. В., заместителя директора Чувашского республиканского краеведческого музея Зерняевой А. С., заведующего отделом культуры Батыревского райсовета депутата Дергунова В. В. 5 ноября 1973 г пришли к заключению: в мемориальном здании бывшего Тойсинского народного училища, которое неоднократно посещал И. Н. Ульянов с 7 ноября 1973 года считать официально открытым музей и впредь его именовать «Народный краеведческий музей ордена ленина колхоза „Гвардеец“ Батыревского района Чувашской АССР».
Статус и границы сельского поселения установлены Законом Чувашской Республики от 24 ноября 2004 года № 37 «Об установлении границ муниципальных образований Чувашской Республики и наделении их статусом городского, сельского поселения, муниципального района и городского округа».

## Население
| 2010  | 2012  | 2013  | 2014  | 2015  | 2016  | 2017  |
| ----- | ----- | ----- | ----- | ----- | ----- | ----- |
| 3176  | ↘3025 | ↘2931 | ↘2856 | ↘2793 | ↘2704 | ↘2638 |
| 2018  | 2019  | 2020  | 2021  |       |       |       |
| ↘2580 | ↘2510 | ↘2438 | ↘2388 |       |       |       |

## Местное самоуправление
Адрес администрации: с. Тойси, Центральная ул., д. 1.